# RKC Waalwijk

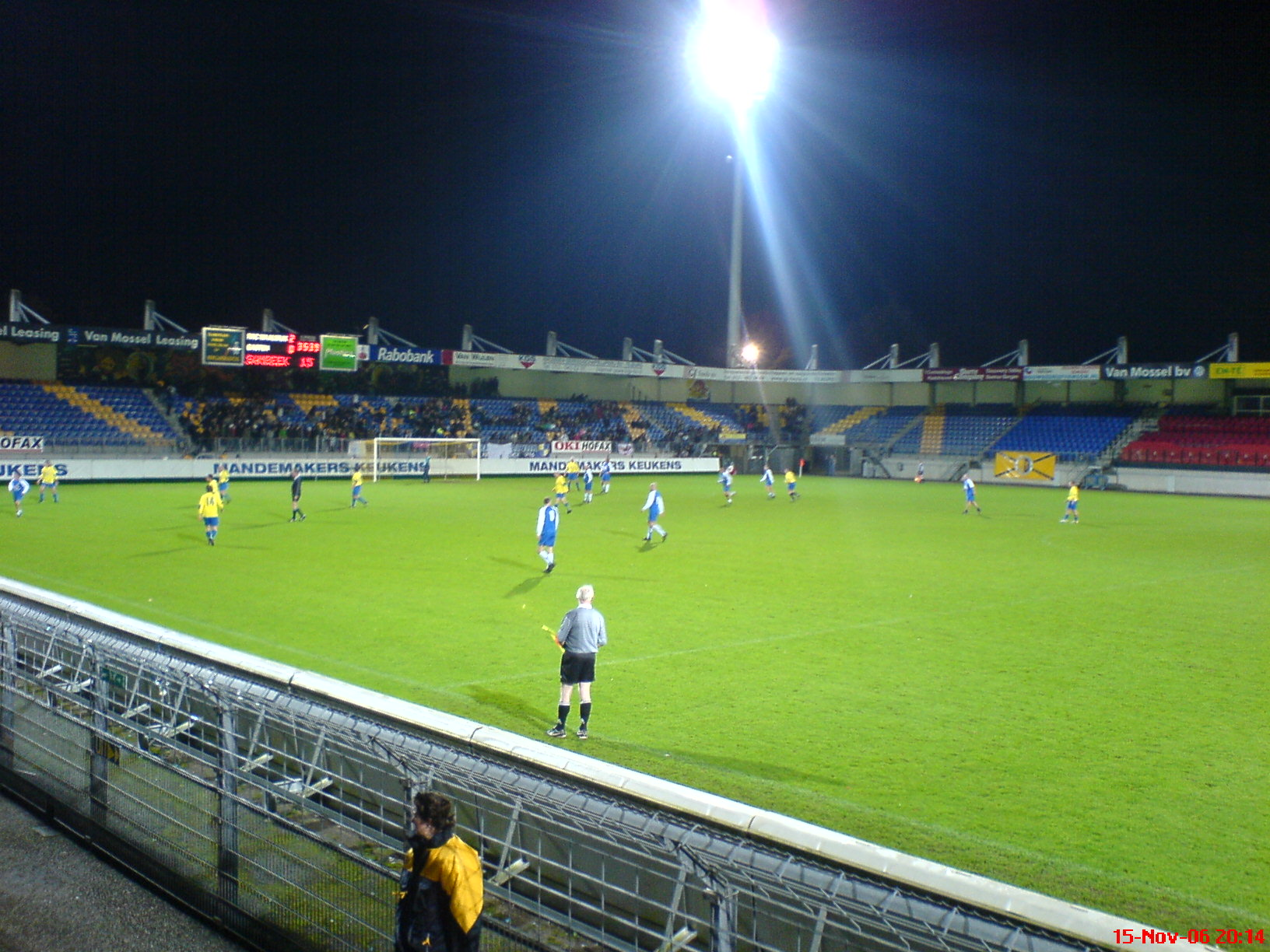
Mandemakers Stadion

RKC Waalwijk (celým názvem Rooms Katholieke Combinatie Waalwijk) je nizozemský fotbalový klub z Waalwijku, který byl založen 26. srpna 1940 a hrál své domácí zápasy na stadionu Sportpark Olympia. Jeho nynějším hřištěm je od roku 1996 Mandemakers Stadion s kapacitou 7 500 diváků.

## Úspěchy
- Eerste Divisie: 2× vítěz (1987/88, 2010/11)[2]

## Výsledky v domácích ligách
Zdroje:

## Známí hráči
- Dennis Rommedahl [5]
- Michael Krohn-Dehli [6]
- Jan Vertonghen [7]